# Raymond Pellegrin
Pour les articles homonymes, voir Pellegrin.
Raymond Pellegrini, dit Raymond Pellegrin, est un acteur français, né le 1er janvier 1925 à Nice (Alpes-Maritimes) et mort le 14 octobre 2007 à Garons (Gard).
Particulièrement célèbre durant les années 1950 et 1960, il tourne dans plus de 120 films, principalement en France mais aussi aux États-Unis et en Italie. Au cours de sa carrière, il joue pour des réalisateurs renommés comme Marcel Pagnol, Sacha Guitry, Henri Verneuil, André Cayatte, Henri Decoin, Nicholas Ray, Claude Lelouch, Jean Delannoy, Sidney Lumet, Yves Allégret ou encore Jean-Pierre Melville ainsi que dans plusieurs longs-métrages réalisés par André Hunebelle. Dans la série des films Fantomas du même réalisateur avec Louis de Funès, Pellegrin incarne la voix du malfaiteur mystérieux interprété par Jean Marais.

## Biographie

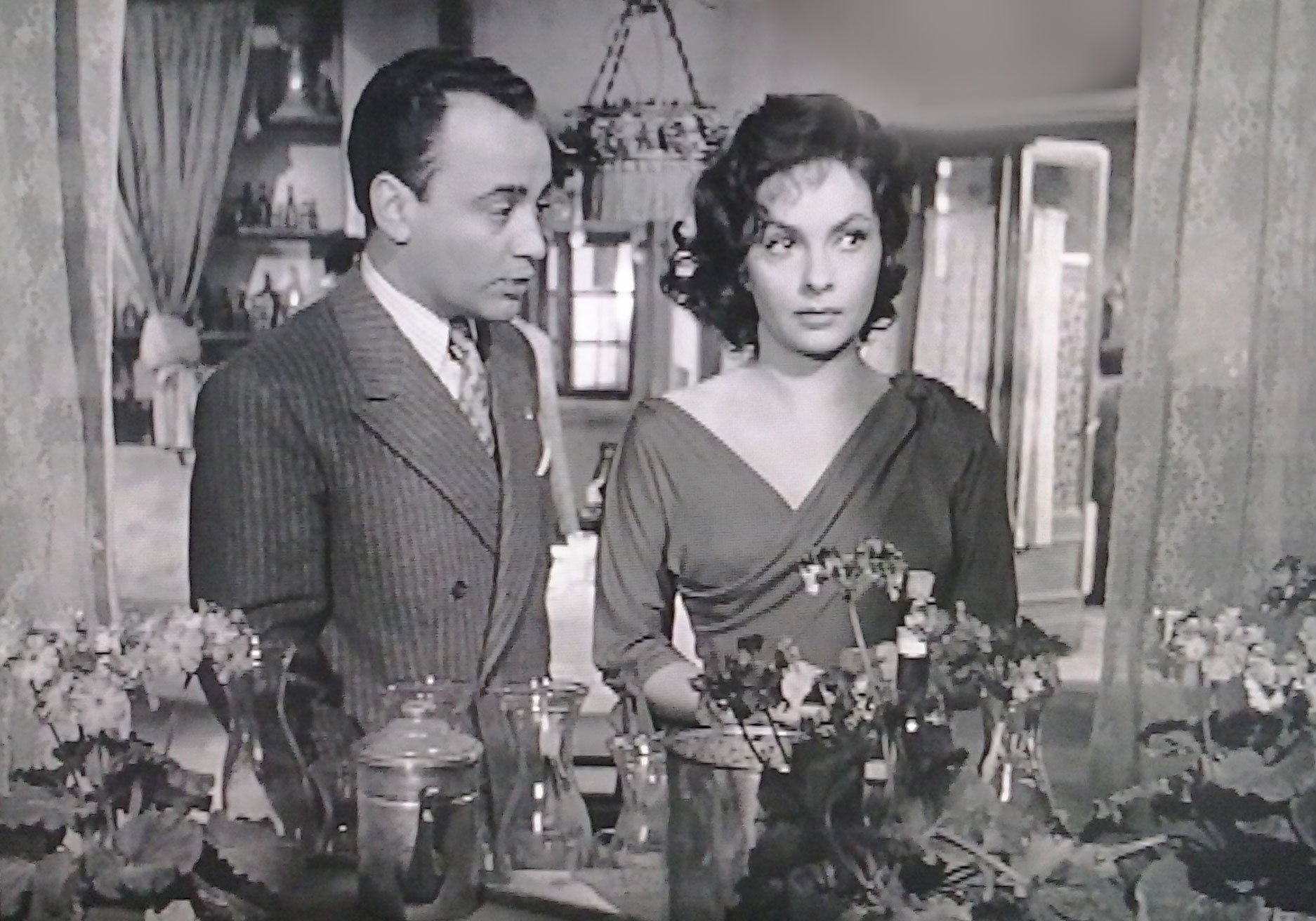
Raymond Pellegrin et Gina Lollobrigida dans La Belle Romaine de Luigi Zampa (1954).

Son père tient le restaurant La Poularde à Nice.
Marcel Pagnol découvre Raymond Pellegrin en 1943 alors que celui-ci jouait, à Monte-Carlo, le rôle de Topaze avec une troupe de théâtre niçoise.
Sacha Guitry lui a confié le rôle de Napoléon en 1955, rôle qu'il reprendra à plusieurs reprises, dont un épisode de La caméra explore le temps à la télévision française. Il a aussi tourné beaucoup de films noirs, dont Le Deuxième Souffle de Jean-Pierre Melville.
Sa voix, qualifiée par Dominique Zardi de « plus belle voix du cinéma français », a servi pour le doublage du personnage de Fantômas, le génie du crime, dans les trois films réalisés par André Hunebelle. Jean Marais incarnant le personnage, alors même que Raymond Pellegrin était pressenti pour tenir le rôle.
Après un premier mariage avec l'actrice Dora Doll dont il a une fille, Danielle Pellegrin, il passe la plus grande partie de sa vie avec l'actrice Gisèle Pascal, rencontrée en 1946 dont il a aussi une fille, Pascale Pellegrin.
Avec sa femme, ils ont été propriétaires du restaurant parisien Lapérouse dans les années 1970.
Dans les années 1980, il incarne « Monsieur Kovalic », le méchant de la saga Châteauvallon.
Il est enterré au cimetière de Sillans-la-Cascade (Var) avec son épouse Gisèle Pascal.

## Filmographie

### Années 1940
- 1943 : Six petites filles en blanc, d'Yvan Noé
- 1945 : Marie la Misère, de Jacques de Baroncelli
- 1945 : Naïs, de Raymond Leboursier et Marcel Pagnol
- 1946 : Jéricho, d'Henri Calef
- 1947 : La Femme en rouge, de Louis Cuny
- 1947 : Un flic, de Maurice de Canonge
- 1948 : Le Diamant de cent sous, de Jacques Daniel-Norman

### Années 1950
- 1951 : Le Clochard milliardaire, de Léopold Gomez
- 1951 : Coupable ?, d'Yvan Noé
- 1952 : Trois femmes, d'André Michel (segment Mouche)
- 1952 : Nous sommes tous des assassins, d'André Cayatte
- 1952 : Le Banquet des fraudeurs, d'Henri Storck
- 1952 : Le Fruit défendu, d'Henri Verneuil
- 1952 : Manon des sources, de Marcel Pagnol : l'instituteur
- 1953 : Le Feu dans la peau, de Marcel Blistène
- 1953 : Le Témoin de minuit, de Dimitri Kirsanoff
- 1953 : Les Compagnes de la nuit, de Ralph Habib
- 1954 : La Belle Romaine (La romana), de Luigi Zampa
- 1954 : La Rage au corps, de Ralph Habib
- 1954 : Les Intrigantes, d'Henri Decoin
- 1954 : Le Grand Jeu, de Robert Siodmak
- 1954 : Marchandes d'illusions, de Raoul André
- 1955 : La Lumière d'en face, de Georges Lacombe
- 1955 : Chantage, de Guy Lefranc
- 1955 : Les Impures, de Pierre Chevalier
- 1955 : Napoléon, de Sacha Guitry : Napoléon Bonaparte
- 1955 : Le Crâneur, de Dimitri Kirsanoff
- 1955 : Les Hommes en blanc, de Ralph Habib
- 1956 : La Loi des rues, de Ralph Habib
- 1956 : Vacances explosives de Christian Stengel - L'homme dans le placard
- 1957 : Le Feu aux poudres, d'Henri Decoin
- 1957 : Jusqu'au dernier, de Pierre Billon
- 1957 : Amère victoire, (Bitter Victory) de Nicholas Ray
- 1958 : La Bonne tisane, d'Hervé Bromberger
- 1958 : Mimi Pinson, de Robert Darène
- 1959 : Casque blanc (El casco blanco), de Pedro Balañá, Pedro Bonvehi et Tony Saytor
- 1959 : Ça n'arrive qu'aux vivants, de Tony Saytor
- 1959 : Secret professionnel de Raoul André

### Années 1960
- 1960 : Chien de pique, d'Yves Allégret
- 1961 : L'Imprévu (L'imprevisto), d'Alberto Lattuada
- 1961 : La caméra explore le temps, épisode Le Drame de Sainte-Hélène, de Guy Lessertisseur : Napoléon Bonaparte
- 1962 : Vu du pont de Sidney Lumet
- 1962 : Horace 62, d'André Versini
- 1962 : Carillons sans joie, de Charles Brabant
- 1962 : Les Mystères de Paris, d'André Hunebelle
- 1963 : Vénus impériale (Venere imperiale), de Jean Delannoy : Napoléon Bonaparte
- 1964 : La Bonne Soupe, de Robert Thomas
- 1964 : Et vint le jour de la vengeance (Behold a Pale Horse), de Fred Zinnemann
- 1964 : Fantomas, d'André Hunebelle : Fantomas (voix)
- 1965 : Un soir a Tiberiade (Pitzutz B'Hatzot), d'Hervé Bromberger
- 1965 : Furia à Bahia pour OSS 117, d'André Hunebelle
- 1965 : Le train bleu s'arrête 13 fois, de Mick Roussel (série télévisée) (épisode, Dijon : premier courrier)
- 1965 : Fantomas se déchaîne, d'André Hunebelle : Fantomas (voix)
- 1966 : Brigade antigangs, de Bernard Borderie
- 1966 : Le Deuxième Souffle, de Jean-Pierre Melville : Paul Ricci
- 1966 : Maigret à Pigalle, de Mario Landi : Fred, le patron du Picrate
- 1966 : L'Écharpe téléfilm d'Abder Isker : Philippe Vendam
- 1967 : Fantomas contre Scotland Yard, d'André Hunebelle : Fantomas (voix)
- 1967 : L'Homme qui valait des milliards, de Michel Boisrond
- 1968 : Les colts brillent au soleil (Quanto costa morire), de Sergio Merolle
- 1968 : Sous le signe de Monte-Cristo, d'André Hunebelle
- 1969 : Un caso di coscienza, de Giovanni Grimaldi
- 1969 : Liens d'amour et de sang (Beatrice Cenci), de Lucio Fulci

### Années 1970
- 1971 : La Mort des capucines, téléfilm d'Agnès Delarive (téléfilm)
- 1971 : Le Saut de l'ange, d'Yves Boisset
- 1971 : La Part des lions, de Jean Larriaga
- 1971 : Les Salauds vont en enfer téléfilm d'Abder Isker : Le gardien chef
- 1972 : Les Intrus, de Sergio Gobbi
- 1972 : Mais laissez-nous succomber à la tentation (Crescete e moltiplicatevi), de Giulio Petroni
- 1972 : L'Odeur des fauves, de Richard Balducci
- 1972 : Abus de pouvoir (Abuso di potere) de Camillo Bazzoni
- 1972 : Les Tueurs à gages (Camorra), de Pasquale Squitieri
- 1973 : L'onorata famiglia: Uccidere è cosa nostra de Tonino Ricci
- 1973 : Lucia et les Gouapes (I guappi''), de Pasquale Squitieri
- 1973 : Un officier de police sans importance, de Jean Larriaga
- 1973 : Le Complot, de René Gainville
- 1973 : Le Solitaire, d'Alain Brunet
- 1973 : Un flic hors-la-loi (Piedone lo sbirro), de Steno
- 1974 : Viaggia, ragazza, viaggia, hai la musica nelle vene, de Pasquale Squitieri
- 1974 : Salut les pourris (Il poliziotto è marcio), de Fernando Di Leo
- 1974 : Jackpot de Terence Young - film resté inachevé -
- 1974 : Seul le vent connaît la réponse (Die Antwort kennt nur der Wind), d'Alfred Vohrer
- 1975 : Quand la ville s'éveille de Pierre Grasset
- 1975 : L'Ambitieux (L'ambizioso), de Pasquale Squitieri
- 1975 : Un flic hors-la-loi (L'uomo della strada fa giustizia), d'Umberto Lenzi
- 1975 : Change, de Bernd Fischerauer
- 1975 : Section de choc (Quelli della calibro 38) de Massimo Dallamano
- 1976 : Opération jaguar (Italia a mano armata), de Marino Girolami
- 1976 : Puttana galera!, de Gianfranco Piccioli
- 1976 : La Peur règne sur la ville (Paura in città), de Giuseppe Rosati
- 1976 : L'Appât (Zerschossene Träume), de Peter Patzak
- 1976 : Scandalo, de Salvatore Samperi
- 1977 : Antonio Gramsci: i giorni del carcere, de Lino Del Fra
- 1978 : Messieurs les ronds-de-cuir, de Daniel Ceccaldi (téléfilm)
- 1979 : La promessa, d'Alberto Negrin (téléfilm)
- 1979 : Porci con la P.38, de Gianfranco Pagani (de)
- 1979 : On purge bébé, de Jeannette Hubert (téléfilm)
- 1979 : Histoires de voyous: L'élégant, de Gilles Grangier (téléfilm)

### Années 1980
- 1980 : Le Bar du téléphone, de Claude Barrois
- 1980 : Docteur Teyran, de Jean Chapot (téléfilm)
- 1981 : Commissaire Moulin, de Claude Grinberg (série télévisée) (épisode La bavure)
- 1981 : Les Uns et les Autres, de Claude Lelouch
- 1981 : Madame Sans-gêne  (captation de la pièce de théâtre), d'Abder Isker : Napoléon Bonaparte
- 1981 : L'Homme de Hambourg, de Jean-Roger Cadet (téléfilm)
- 1982 : Conrad Killian, le fou du désert, de Jean-Paul Trébouet (série télévisée)
- 1982 : Porca vacca, de Pasquale Festa Campanile
- 1982 : Le Rose et le blanc, de Robert Pansard-Besson
- 1982 : Le Truqueur, d'Abder Isker (téléfilm)
- 1982 : Plus beau que moi, tu meurs, de Philippe Clair
- 1983 : Les Uns et les Autres, de Claude Lelouch
- 1984 : Western di cose nostre (téléfilm)
- 1984 : La Bavure, de Nicolas Ribowski (feuilleton télévisé)
- 1984 : Ronde de nuit, de Jean-Claude Missiaen
- 1984 : Louisiane (Louisiana), de Philippe de Broca (téléfilm) : Morley
- 1984 : Viva la vie, de Claude Lelouch
- 1985 : Châteauvallon, de Serge Friedman, Paul Planchon et Emmanuel Fonlladosa, (feuilleton télévisé) : Albertas Kovalic
- 1987 : L'ombra nera del Vesuvio, de Steno (feuilleton télévisé)
- 1987 : Bahia de tous les saints (Jubiabá), de Nelson Pereira dos Santos
- 1988 : Il professore - Fanciulla che ride, de Steno (téléfilm)
- 1988 : Adorable Julia, d'Yves-André Hubert (téléfilm)
- 1988 : Il professore - 395000 dollar l'oncia, de Steno (téléfilm)
- 1988 : Don Bosco, de Leandro Castellani
- 1988 : La Garçonne, d'Étienne Périer (téléfilm)
- 1989 : Jeanne d'Arc, le pouvoir et l'innocence de Pierre Badel (téléfilm)
- 1989 : BIG MAN - Polizza droga, de Steno (téléfilm)
- 1989 : BIG MAN - Diva, de Steno (téléfilm)
- 1989 : Der Leibwächter, d'Adolf Winkelmann (téléfilm)
- 1989 : BIG MAN - Boomerang, de Steno (téléfilm)
- 1989 : Triplé gagnant, de Bernard Villiot (série télévisée)

### Années 1990
- 1990 : Les Enquêtes du commissaire Maigret, épisode : Maigret à New York de Stéphane Bertin
- 1991 : L'Affaire de Hauterive, de Bernard Villiot (téléfilm)
- 1993 : Rocca, de Bernard Dumont (série télévisée)

### Années 2000
- 2002 : Notes sur le rire, de Daniel Losset (téléfilm)

## Doublage
- la voix de Jean Marais jouant Fantômas dans la trilogie d'André Hunebelle avec Louis de Funès.

## Théâtre
- 1945 : Topaze de Marcel Pagnol, mise en scène Alfred Pasquali, Théâtre Pigalle
- 1946 : Balthazar de Léopold Marchand, mise en scène Raymond Pellegrin, Théâtre des Variétés
- 1952 : Evangéline de Henri Bernstein, mise en scène de l'auteur, Théâtre des Ambassadeurs
- 1953 : La Machine à écrire, pièce radiophonique d'Henri Soubeyran d'après la pièce de théâtre de Jean Cocteau : Pascal et Maxime
- 1955 : Judas de Marcel Pagnol, mise en scène Pierre Valde, Théâtre de Paris
- 1960 : Le Zéro et l'infini de Sidney Kingsley, mise en scène André Villiers, Théâtre Antoine
- 1962 : Les Petits Renards de Lillian Hellman, mise en scène Pierre Mondy, Théâtre Sarah-Bernhardt
- 1966 : Hier à Andersonville d'Alexandre Rivemale, mise en scène Raymond Rouleau, Théâtre de Paris
- 1969 : L'Engrenage de Jean-Paul Sartre, mise en scène Jean Mercure, Théâtre de la Ville
- 1978 : Boulevard Feydeau pièces de Georges Feydeau : Feu la mère de madame, On purge bébé, mise en scène Raymond Gérome, Théâtre des Variétés
- 1981 : Princesse Baraka de Robert Thomas, mise en scène Jean-Luc Moreau, Théâtre Hébertot
- 1981 : Madame Sans-Gêne de Victorien Sardou et Émile Moreau, mise en scène Marcelle Tassencourt, avec Pascal Mazzotti, Festival de Versailles : Napoléon Bonaparte
- 1987: Adorable Julia de Marc-Gilbert Sauvajon d'après Somerset Maugham, mise en scène Jean-Paul Cisife, Théâtre Hébertot

## Décoration
- Officier de la Légion d'honneur (1989)[5]